# باناسونيك (علامة تجارية)

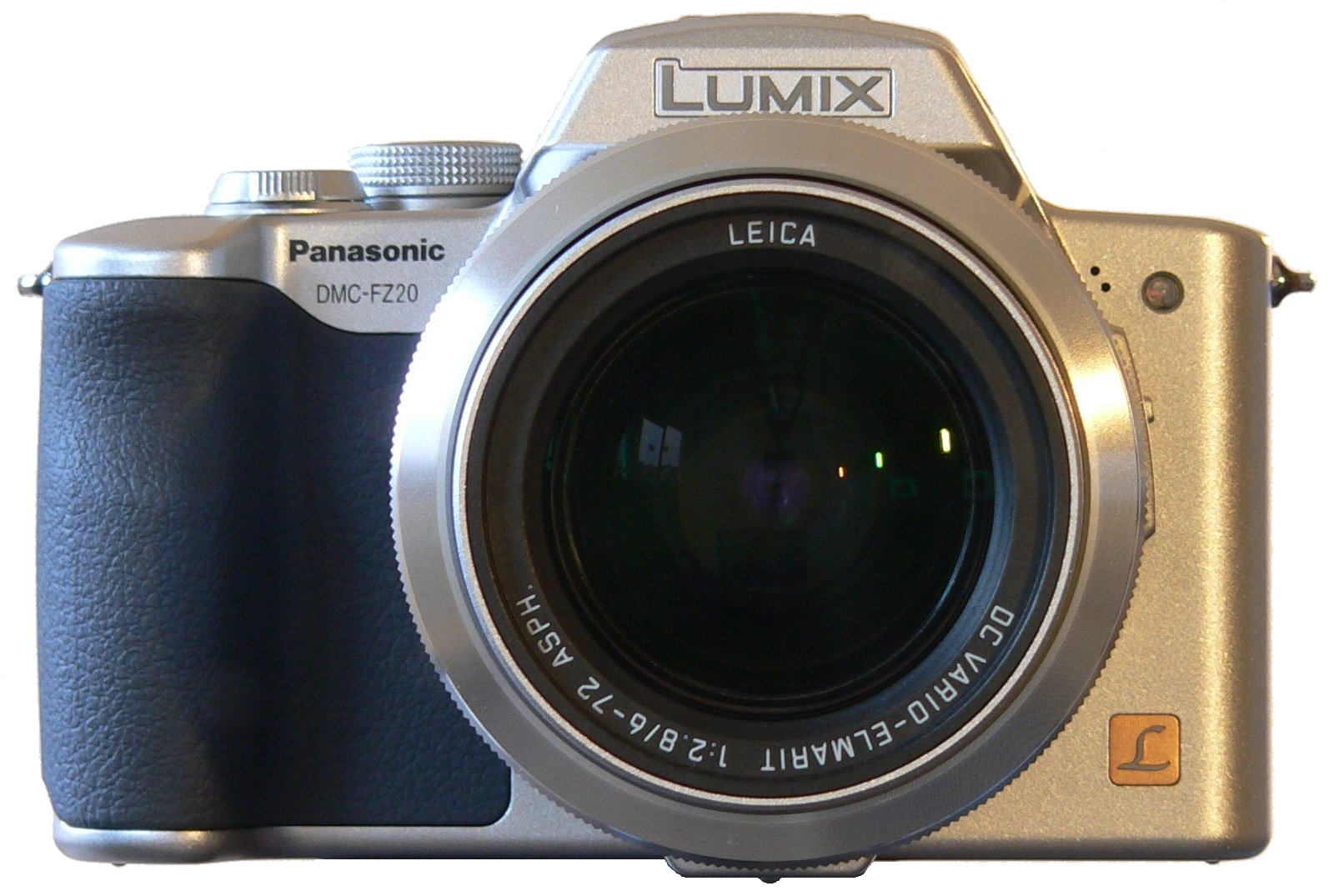
باناسونيك لوميكس نموذج(DMC-FZ20 (2 لعام 2005

باناسونيك (بالإنجليزية: Panasonic)‏ هي علامة تجارية عالمية أنشأتها شركة ماتسوشيتا للصناعات الإلكترونية اليابانية.
تقوم باناسونيك بإنتاج التلفزيونات وشاشات بلازما وLCD والهواتف والكاميرات الرقمية والأفران والمايكروويف وآلات حلاقه وProjectors ومكانس وكاميرات فيديو ومشغلات DVd وBlue-ray وبطاريات وستيريوهات منزلية بالإضافة إلى الحاسوب المحمول تحت اسم تف بوك (Toughbook)، وكل هذا تحت مسمي " Ideas For Life " بمعني أفكار للحياة.
و اعلنت شركه ماتسوشيتا في 10 يناير 2008 انها تنوي تغيير اسم الشركة كليا الي باناسونيك، وتبدا هذا التغيير من 1 أكتوبر 2008.

## وصلات خارجية
- موقع باناسونيك العالمي